# Обстрелы территории Израиля из сектора Газа
Обстрелы территории Израиля из сектора Газа — периодические обстрелы территории Израиля из миномётов, неуправляемыми ракетами типа «Кассам», ракетами «Град» и ракетами дальнего действия («Фаджр» и другими), осуществляемые боевиками из контролирующих сектор Газа движения ХАМАС и его союзников.

## История

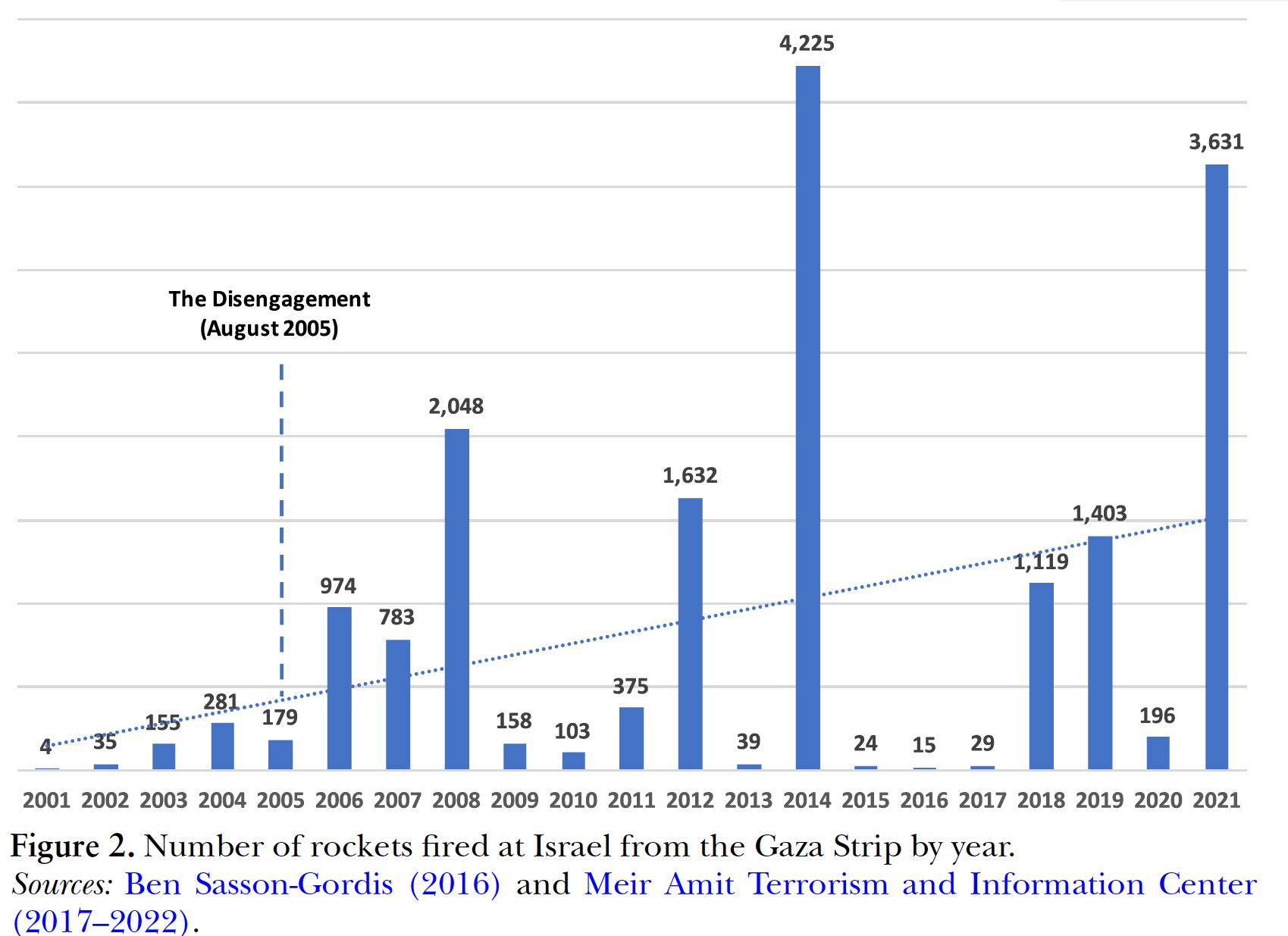

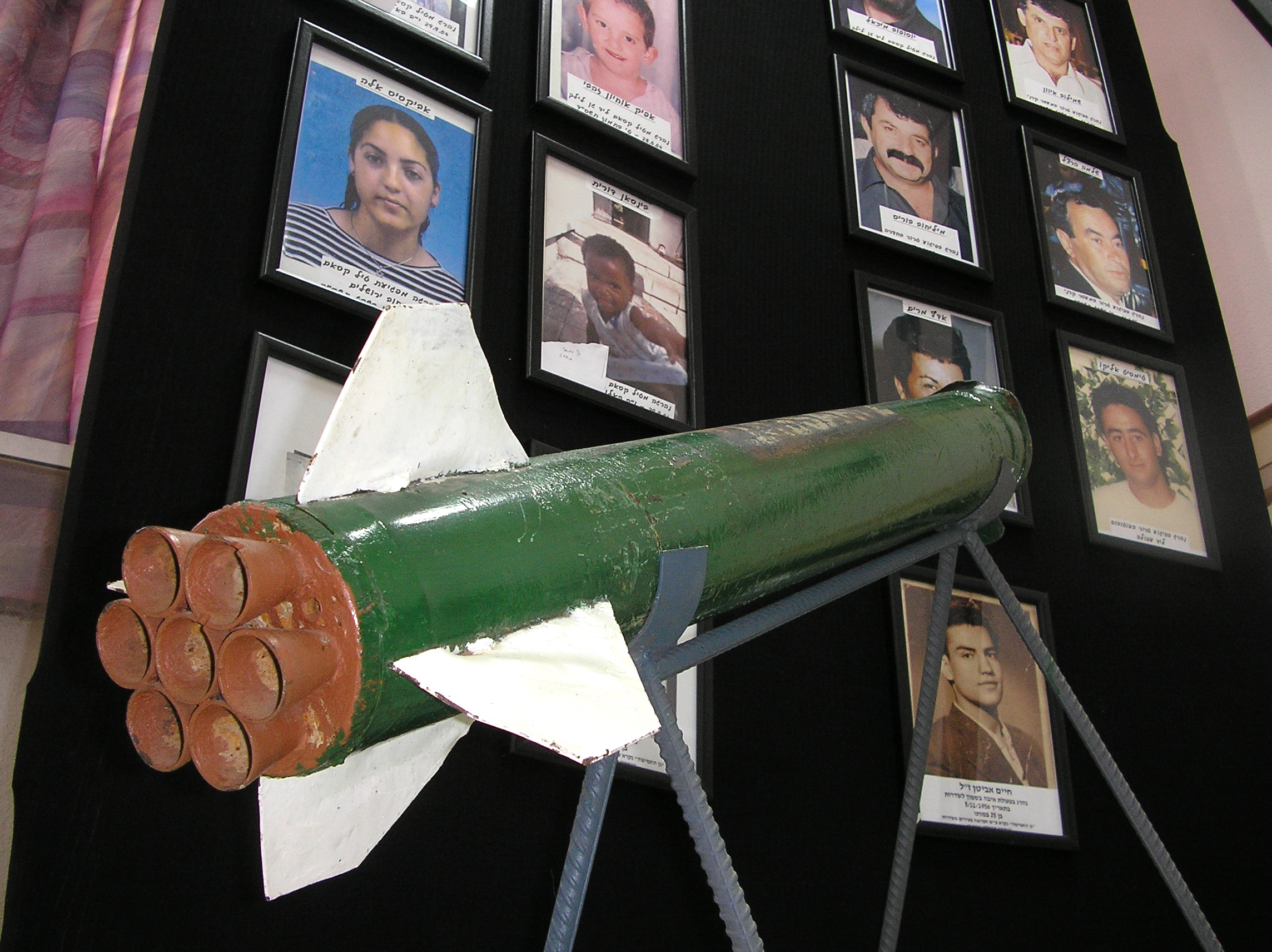
Ракета «Кассам» на фоне фотографий жителей Сдерота, погибших в результате обстрелов из Сектора Газа

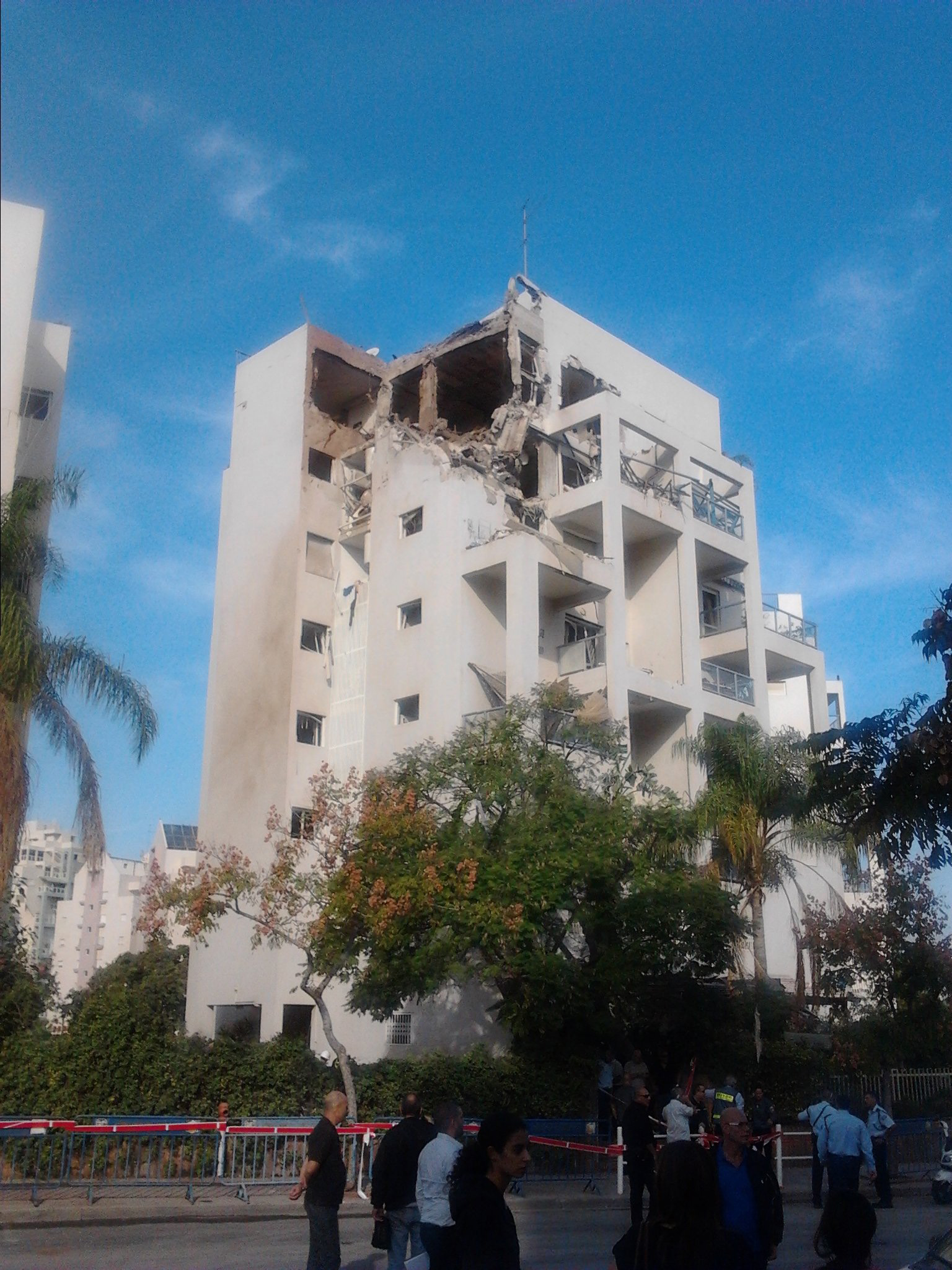
Здание в Ришон-ле-Ционе, повреждённое ракетой из Газы в 2012 году

Родоначальниками ракетостроения Газы являются Нидаль Фархат и Тито Масуд, построившие в июне 2001 года первую палестинскую ракету «Кассам». Первая ракета этого типа разорвалась в приграничном израильском городе Сдерот 26 октября 2001 года. Вскоре была разработана усовершенствованная модель, «Кассам-2», впервые использованная против израильских поселений на Западном берегу 24 февраля 2002 года. Эти модели были крайне неточными, но производили разрушения в израильских населённых пунктах и оказывали психологическое влияние.
19 марта 2001 года территория Израиля, впервые со времён Шестидневной войны 1967 года, была обстреляна из миномётов. Первый зафиксированный обстрел израильской территории ракетой «Кассам» произошёл 16 апреля 2001 года.
27 июня 2004 года первыми жертвами «Кассамов» стали 4-летний Афик Заави-Охаюн и 49-летний Мордехай Йосипов — ракета разорвалась на пешеходном переходе возле детского сада в тот момент, когда детей пришли забирать домой.
В начале 2005 года были построены ракеты третьего поколения, «Кассам-3», имевшие дальность в 10-12 км и споосбные нести боеголовку весом 10-20 кг.
Вначале осуществлялись главным образом обстрелы еврейских поселений на севере сектора Газа, затем уже городов на территории Израиля — Сдерота, Ашкелона и других.
После ухода израильской армии и эвакуации еврейских поселений из сектора Газа в августе 2005 года интенсивность ракетных обстрелов резко возросла: если за 56 месяцев Интифады Аль-Акса, предшествовавших эвакуации, на территорию Израиля упало менее 500 ракет, то за 28 месяцев, прошедших после «размежевания», — почти 2000. Кроме того, если в 2001—2005 гг. территории Израиля достигала лишь каждая третья ракета из выпущенных, то после размежевания — две из трёх, что может быть объяснено как усовершенствованием конструкции самих ракет, так и отсутствием еврейских поселений, ранее препятствовавших запуску ракет и снарядов непосредственно с границы сектора.
Спецслужбы отмечают, что к концу 2005 года в ракетных обстрелах израильской территории из сектора Газа принимали участие практически все террористические группировки сектора: «Бригады Эль-Кудса» (Исламский джихад), «Бригады Изз ад-Дин аль-Кассам» (ХАМАС), боевики «Комитетов народного сопротивления», «Бригады Абу Риша» и «Бригады мучеников Аль-Аксы» (ФАТХ).
Первоначально радиус действия «Кассамов» не превышал 6 километров, однако со временем их дальность значительно возросла. В 2006 году лидеры террористов заявили о том, что вскоре дальность палестинских ракет будет увеличена до 25 км, что позволит им достигать города Ашкелон. Предпринимались также и попытки палестинцев осуществить ракетные обстрелы израильских объектов в Иудее и Самарии.
Резкое усиление обстрелов в конце 2008 года стало причиной проведения Израилем с 28 декабря 2008 года по 20 января 2009 года военной операции «Литой свинец». Результатом стало резкое сокращение интенсивности обстрелов: если за 2008 год по Израилю было выпущено 3276 ракет, то в 2009 — всего 367, в 2010 — до 150.
С 2001 и до начала 2011 гг. «террористы выпустили из сектора Газа по городам на юге Израиля более 11 тысяч ракет и мин». В одном 2008 году было запущено более 1750 ракет.
В 2012 году первые ракеты, выпущенные с территории Сектора Газа, достигли района Тель-Авива. В том году были впервые применены ракеты «Фаджр-5» иранского производства. В 2014 году, во время операции «Нерушимая скала», ракеты из Газы уже достигали Иерусалима и Хайфы. Многие ракеты были выпущены не Хамасом, а Исламским джихадом.
Во время израильско-палестинского кризиса 2021 года Хамас применил новые ракеты средней дальности — M-75 (дальность — 75 км, болеголовка — 70 кг), R-160 (дальность — 120 км, боеголовка — 45 кг) и J-80.
С принятием на вооружение израильской армии комплексов ПВО «Железный купол» они стали перехватывать большую часть запущенных ракет.
Также тысячи ракет были выпущены из Газы в начале вторжения ХАМАС в 2022 году (в первый же день войны было выпущено около 5000 ракет). С начала войны до конца 2023 года около 9000 ракет из Газы пересекли границу с Израилем. Всего за первый год войны из Газы было выпущено около 13300 ракет (13200). В течение 2024 года в сторону Израиля было запущено около 700 ракет.

## Ракеты
Основными ракетами, применяемыми Хамасом, являются Кассам и Фаджр-5. «Фаджр-5» был разработан в Иране в 1990-е годы и имеет дальность 40 км, а более поздние его модификации — до 75 км. Ракеты иностранного производства Хамас получает, в том числе, контрабандой через туннели, ведущие в Египет
.

## Реакция Израиля
Считалось, что ракетные атаки, наряду с системой подземных тоннелей, представляют собой главную угрозу для Израиля со стороны Сектора Газа.
Важным компонентом израильской системы ПВО, направленных на перехват ракет, являются комплексы «Железный купол». Также были приняты усилия по совершенствованию системы предупреждения гражданского населения.

## Статистика

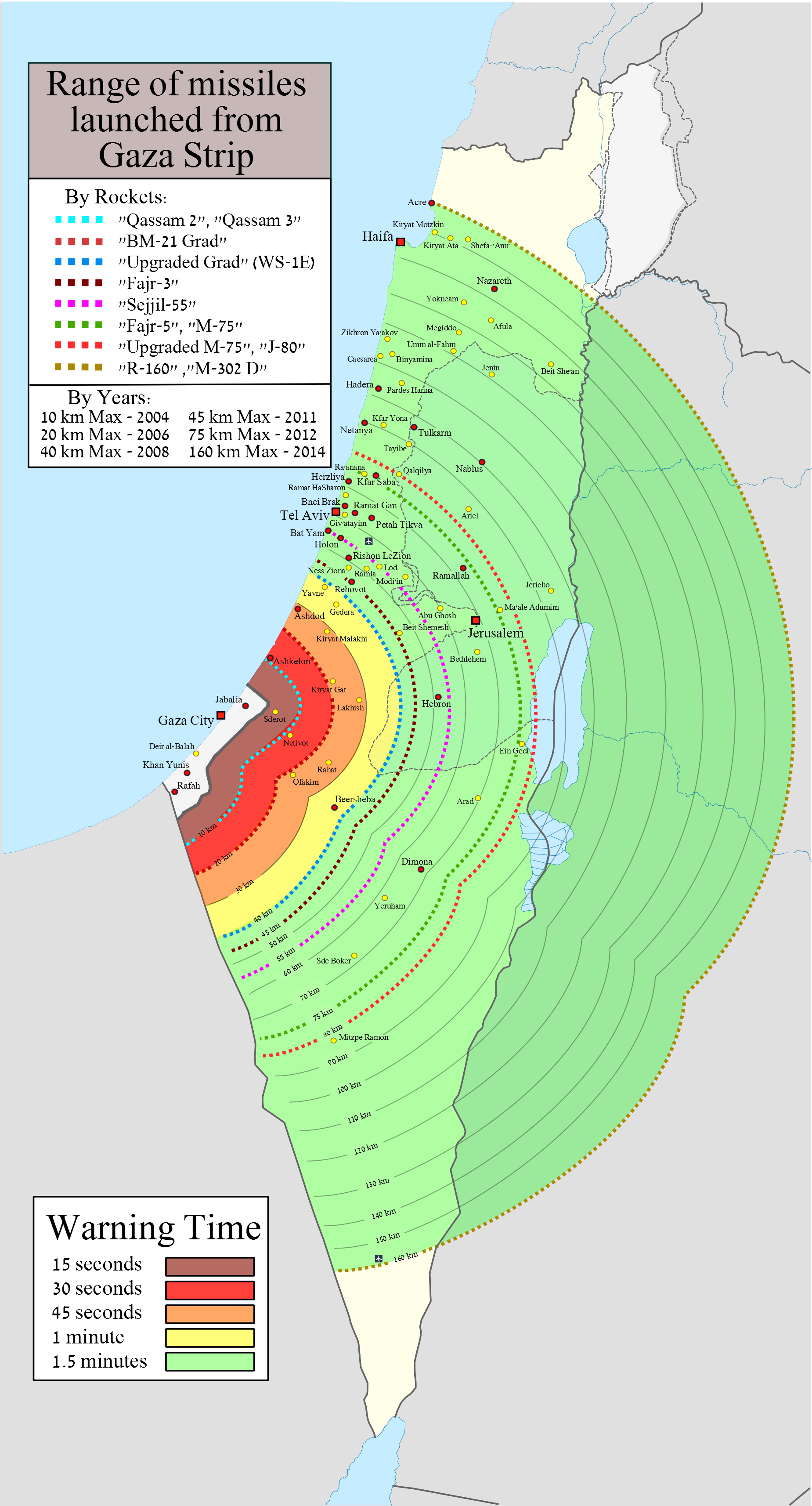
Зоны досягаемости при ракетных обстрелах территории Израиля из сектора Газа

### Статистика ракетных обстрелов территории Израиля из сектора Газа
(в ряде источников учтены только ракетные обстрелы, но указано общее число пострадавших в результате ракетно-минометных обстрелов)
|        | Обстрелов     | Ракет                                                                               | Убиты | Ранены    |
| ------ | ------------- | ----------------------------------------------------------------------------------- | ----- | --------- |
| 2001   | 5             | 5                                                                                   | 0     | 0         |
| 2002   | 17            | ок. 20                                                                              | 0     | 0         |
| 2003   | 80            | ок. 100                                                                             | 0     | 0         |
| 2004   | 118           | ок. 260                                                                             | 5     | 46        |
| 2005   | 123           | ок. 270                                                                             | 3     | 26        |
| 2006   | 580           | ок. 1020                                                                            | 2     | 36        |
| 2007   | 437           | ок. 760                                                                             | 2     | 125       |
| 2008   | 560           | 1490                                                                                | 7     | 162       |
| 2009   | 302           | 571                                                                                 | 0     | 41        |
| 2010   | 86            | 100—150, в том числе 2 ракеты типа «Град»                                           | 1     | 2         |
| 2011   | 229           | 386 ракет, в том числе 80 ракет типа «Град». Всего 680 ракет и миномётных снарядов. | 3     | 38        |
| 2012   | 512           | 1506 ракет и минимум 83 миномётных снаряда. Около 430 ракет сбиты системой ПРО.     | 5     | 90        |
| 2013   | ок. 10-50     | 48                                                                                  | 0     | 0         |
| 2014   | ок. 600—950   | 3686                                                                                | 14    | 169       |
| 2015   | ок. 5-30      | 31                                                                                  | 0     | 0         |
| 2016   | ок. 5-15      | 16                                                                                  | 0     | 0         |
| 2017   | ок. 5-25      | 30                                                                                  | 0     | 0         |
| 2018   | ок. 100—150   | 941                                                                                 | 1     | более 60  |
| 2019   | ок. 500—700   | ок. 1300                                                                            | 6     | более 70  |
| 2020   | ок. 50-70     | 168                                                                                 | 0     | 7         |
| 2021   | ок. 500—600   | 4360                                                                                | 12    | более 120 |
| 2022   |               | 1115                                                                                |       |           |
| 2023   |               | 7539                                                                                |       |           |
| 2024   |               | 1470                                                                                |       |           |
| Всего: | ок. 1000-5000 | минимум 7000                                                                        | 61    | более 992 |